# Summer in February
Pour plus de détails, voir Fiche technique et Distribution.
Summer in February est un film britannique réalisé par Christopher Menaul, sorti en 2013.

## Synopsis
En 1913, les artistes Alfred « AJ » Munnings, Laura Knight et Harold Knight fondent le groupe Lamorna. Une jeune femme, Florence Carter-Wood, vient étudier auprès d'eux.

## Fiche technique
- Titre : Summer in February
- Réalisation : Christopher Menaul
- Scénario : Jonathan Smith
- Musique : Benjamin Wallfisch
- Photographie : Andrew Dunn
- Montage : Chris Gill et St. John O'Rorke
- Production : Jeremy Cowdrey, Pippa Cross et Janette Day
- Société de production : CrossDay Productions, Apart Films et Marwood Pictures
- Société de distribution : Tribeca Film (États-Unis)
- Pays :  Royaume-Uni
- Genre : Biopic, drame et romance
- Durée : 100 minutes
- Dates de sortie : 
  -  Royaume-Uni : 14 juin 2013
  -  France : 2013

## Distribution
- Dominic Cooper : Alfred « AJ » Munnings
- Emily Browning : Florence Carter-Wood
- Dan Stevens : Gilbert Evans
- Hattie Morahan : Laura Knight
- Shaun Dingwall : Harold Knight
- Mia Austen : Dolly
- Max Deacon : Joey Carter-Wood
- Michael Maloney : le colonel Paynter
- Tom Ward-Thomas : Frank
- Joshua James : Bertie
- Ollie Marsden : Walter
- Roger Ashton-Griffiths : Jory
- Nicholas Farrell : M. Carter-Wood
- Rebecca-Emma-Hutton : Mme. Baker

## Accueil
Le film a reçu un accueil défavorable de la critique. Il obtient un score moyen de 22 % sur Metacritic.